# Dieter Koulmann
Dieter Koulmann (* 4. Dezember 1939 in Blumberg; † 26. Juli 1979 ebenda) war ein deutscher Fußballspieler, der in der Bundesliga für den FC Bayern München, Kickers Offenbach und den MSV Duisburg gespielt hat.

## Karriere
Koulmann gehörte im Alter von 19 Jahren der Fußballabteilung der TuS Blumberg im gleichnamigen Ort im Landkreis Donaueschingen an, mit dem er 1959 in die Schwarzwald-Bodensee-Liga aufstieg. Dort spielte er bis zur Saison 1960/61. Er war in der Saison 1961/62 für den SC Schwenningen aktiv und gelangte zur Saison 1963/64 zum FC Bayern München in die Regionalliga Süd. In dieser krönte er sein Debüt am 25. August 1963 (4. Spieltag) mit dem 3:2-Siegtor im Auswärtsspiel gegen den KSV Hessen Kassel in der 71. Minute. In den weiteren 16 Spielen in seiner Premierensaison, in der er stets zur Startaufstellung gehörte, kam er noch zu einem weiteren Tor. Unter Trainer „Tschik“ Čajkovski erreichte Koulmann 1964 mit der Mannschaft den 2. Tabellenplatz in der Regionalliga Süd, der zur Teilnahme an der Aufstiegsrunde zur Bundesliga berechtigte, in der am Ende jedoch ein Punkt zum Aufstieg fehlte. In der Folgesaison trug er in 31 von 34 Spielen und 10 Toren zur Meisterschaft in der Regionalliga Süd bei. In der sich anschließenden und erfolgreich gestalteten Aufstiegsrunde – an dessen Abschluss der Aufstieg in die Bundesliga stand – kam Koulmann, seit zwei Jahren zur Stammbesetzung zählend, einzig beim 2:1-Sieg im Heimspiel gegen Alemannia Aachen am 13. Juni 1965 zum Einsatz.
Auch in den folgenden drei Bundesligaspielzeiten war er ein wichtiger Spieler und erzielte in 77 Spielen zwölf Tore. Sein erstes Bundesligaspiel bestritt er am 14. August 1965 (1. Spieltag) im Stadtderby gegen den TSV 1860 München, welches mit 0:1 verloren ging. Am Saisonende trug Koulmann mit 27 Spielen, in denen er fünf Tore erzielte, zum vielbeachteten 3. Tabellenplatz in der Meisterschaft – und das als Bundesliganeuling – bei.
Im DFB-Pokal-Wettbewerb wurde er insgesamt neunmal eingesetzt, so auch in den erfolgreichen Finalspielen 1966 und 1967. Im Europapokal der Pokalsieger debütierte er am 5. Oktober 1966 im Erstrundenrückspiel im Stadion an der Grünwalder Straße beim 3:2-Sieg gegen den tschechoslowakischen Vertreter Tatran Prešov, der zu dem Zeitpunkt in der 2. Liga spielte. Sein erstes von zwei Toren erzielte er am 9. November 1966 im Zweitrundenhinspiel beim 1:1-Unentschieden gegen den irischen Erstligisten Shamrock Rovers mit dem Führungstor in der 17. Minute. Auch im Finale, welches die Bayern mit 1:0 n. V. in Nürnberg gegen die Glasgow Rangers gewannen, war er Teil der Mannschaft; in seinen elf Europapokalspielen war er zweimal als Torschütze erfolgreich.
Für den Gewinn des Europapokals der Pokalsieger wurde er am 3. Dezember 1967 mit dem Silbernen Lorbeerblatt ausgezeichnet.
Zur Saison 1968/69 wechselte er zum Ligakonkurrenten Kickers Offenbach, für den er am 17. August 1968 (1. Spieltag) bei der 0:1-Niederlage im Auswärtsspiel gegen den 1. FC Köln mit Einwechslung für Hans-Jürgen Oehlenschläger in der 70. Minute zum Einsatz kam. Die drei Tore, die er in 22 Bundesligaspielen erzielte, gingen allesamt Standardsituationen voraus. Zwei per Elfmeter am 7. Dezember 1968 beim 4:3-Sieg im Heimspiel gegen Borussia Dortmund und eins per Freistoß am 8. Februar 1969 beim 2:2-Unentschieden im Auswärtsspiel gegen Hannover 96. 1969 spielte er zweimal gegen seine ehemaligen Mannschaftskameraden vom FC Bayern: In der 1. Runde um den Vereinspokal schied er mit den Kickers – nach notwendig gewordenem Wiederholungsspiel – schließlich aus dem Wettbewerb aus.
Zur Saison 1969/70 wechselte er zum Ligakonkurrenten MSV Duisburg, für den er lediglich an den ersten beiden Spieltagen in der Bundesliga zum Einsatz kam. Während der Saison 1969/70 wechselte er in den Amateurbereich zum FC Singen 04 in die Amateurliga Südbaden, wo er bis 1972 spielte. 1972 verpasste er mit dem FC Singen 04 den Aufstieg in die zweitklassige Regionalliga gegen den SV Waldhof Mannheim. Später war er noch bei DJK Konstanz und in der Saison 1974/75 erneut beim FC Singen 04 aktiv.

## Persönliches
Koulmann war alkoholabhängig. Nach seiner Fußballkarriere war er als Hilfsarbeiter in einer Weberei in Blumberg tätig. Er starb am 26. Juli 1979 in seinem Elternhaus im Alter von 39 Jahren in Blumberg. Sein tragisches Schicksal wurde vom Autor Gerhard Zahner zum Theaterstück 10 Plus. Kette und Schuss. verarbeitet, das 2019 in Konstanz uraufgeführt wurde.

## Erfolge
- Europapokalsieger der Pokalsieger 1967 (mit dem FC Bayern München)
- DFB-Pokal-Sieger 1966, 1967 (mit dem FC Bayern München)